# Estàtua d'Harsomtus-em-hat
L 'Estàtua d'Harsomtus-em-hat és una escultura datada entre els anys 664 - 610 aC. Pertany a la civilització egípcia, en concret a la Dinastia XXVI. Regnat de Psamètic I (primer faraó saïta). Hi ha notícies que la peça es troba al Museu Arqueològic Nacional d'Espanya a Madrid amb el número d'inventari 2014. Al segle xvii es trobava a Barcelona, més tard va passar a formar part de la col·lecció del Gabinet d'Història Natural i d'allà el 1867 al Museu de Madrid.

## Descripció

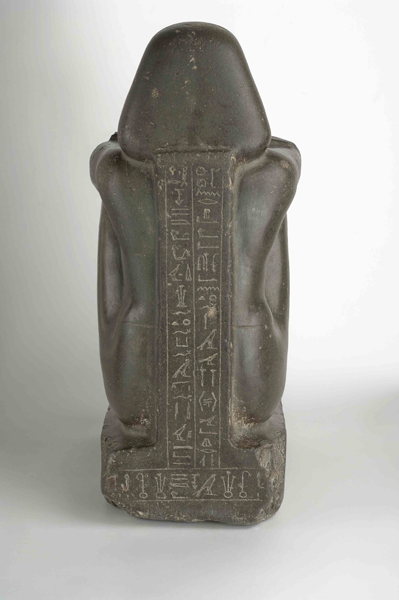
Part dorsal de les inscripcions

És una escultura, d'un personatge masculí anomenat Harsomtus-em-hat, que va ser una alt dignatari i sacerdot. La persona apareix asseguda, amb les cames encongides i els braços creuats sobre els genolls. És un tipus d'escultura nomenada sistròfora, perquè davant de les cames apareix un sistre amb el cap de la deessa Hathor. També posseeix pilar dorsal. El material és de basalt, i la peça presenta un gran poliment. El personatge residia en la ciutat de Memfis.
Les inscripcions jeroglífiques apareixen al pilar dorsal, al sòcol, a les cames del personatge i al mànec del sistre. El text és una típica fórmula d'ofrenes (d-ny-swt-htp) en què es detallen els càrrecs que va ostentar el personatge, com els d'escriba, registrador i sacerdot.